# 狐骀之战
狐骀之战發生於前569年（周灵王三年、鲁襄公四年、晋悼公四年）十月，邾国军队在狐骀（今山东省滕州市东南）击败鲁国的作战。
前569年冬，鲁襄公去朝见晋悼公，请求他允许鄫国（今山东省枣庄市东）作为鲁国的附庸。晋悼公原本不答应。在孟献子的劝说下，晋悼公同意了。十月，邾国、莒国进攻鄫国，鲁国以宗主国的义务，派臧纥救援鄫国。于是通过攻打邾国来救鄫国，结果在邾地狐骀被击败。鲁国国内的人们去接丧的都用麻系发，鲁国从这时开始就有了用麻系发的习俗。国内的人们讽刺说：“臧之狐裘，败我于狐骀。我君小子，朱儒是使。朱儒！朱儒！使我败于邾。”（姓臧的身穿狐皮袄，使我们在狐骀战败了。我们的国君小孩子，把个侏儒当差使。侏儒啊，侏儒！使我们被打败在邾。）